# شیلا کورنل-دوتی
شیلا کورنل-دوتی (انگلیسی: Sheila Cornell-Douty؛ زادهٔ ۲۶ فوریه ۱۹۶۲) بازیکن سافتبال اهل ایالات متحده آمریکا بود.
وی در مسابقات کشوری و بین‌المللی در مجموع برندهٔ ۲ مدال طلا شده‌است.